# Batalla de Timor
La batalla de Timor tuvo lugar en Timor portugués y Timor neerlandés, en la isla de Timor, durante la Segunda Guerra Mundial. Los japoneses invadieron la isla el 20 de febrero de 1942, siendo resistidos inicialmente por una pequeña y mal equipada fuerza aliada conocida como Fuerza Sparrow, conformada mayoritariamente por soldados británicos, australianos y de las Indias Orientales Neerlandesas. Luego de tres días de lucha y tras enfrentarse a una aguerrida defensa, los japoneses lograron vencer y capturar a gran parte de la fuerza aliada. No obstante, varios cientos de comandos australianos continuaron luchando con métodos de guerrilla no convencionales. Esta fuerza fue abastecida por avión y mar desde Darwin, Australia, a unos 650 km al sureste de la isla. La lucha librada por los australianos causó fuertes bajas a las fuerzas japonesas, pero estos últimos finalmente lograron terminar con la resistencia.
La batalla se extendió hasta el 10 de febrero de 1943, cuando los últimos soldados australianos fueron evacuados de la isla, haciendo de ellos los últimos soldados aliados en dejar el sureste asiático luego de las ofensivas japonesas de 1941-42. Debido a la extensión de la batalla, una división japonesa completa se vio obligada a quedarse en la isla por más de seis meses, evitando que esta sea desplegada en otro lugar. Pese a que Portugal no era parte de los aliados, muchos civiles de Timor Oriental y colonos portugueses lucharon junto a los aliados como criados (guerrillas), o proveyeron comida, refugio u otra asistencia. Algunos timorenses continuaron luchando incluso después de que los australianos se retiraron, por lo que pagaron un precio muy alto. Decenas de miles de civiles timorenses murieron durante la ocupación japonesa, la cual se extendió hasta el final de la guerra en 1945.

## Antecedentes
Para finales de 1941, la isla de Timor estaba dividida políticamente entre dos poderes coloniales: los portugueses en el este con su capital en Dili, y los holandeses en el oeste con un centro administrativo en Kupang. Un enclave portugués en Ocussi también se encontraba dentro del área holandesa. La fuerza de defensa holandesa contaba con 500 tropas estacionadas en Kupang, mientras que la fuerza portuguesa en Dili era de apenas 150 soldados. En febrero los gobiernos de Australia y los Países Bajos acordaron que en caso de que Japón entrase en la Segunda Guerra Mundial del lado de Eje, Australia proveería cobertura aérea y tropas para reforzar Timor holandés. Portugal, en gran parte por presión japonesa, mantuvo su neutralidad. Fue así que, luego del ataque japonés en Pearl Harbor, una pequeña fuerza australiana -conocida como Fuerza Sparrow- llegó a Kupang el 12 de diciembre de 1941. Mientras tanto, dos fuerzas similares, conocidas como Fuerza Gull y Fuerza Lark, fueron enviadas por los australianos para reforzar Ambon y Rabaul.
La Fuerza Sparrow fue comandada en un principio por el teniente coronel William Leggatt, e incluía el 2/40.º Batallón del Ejército, la unidad de comando de la 2.ª Compañía Independiente bajo el mando del mayor Alexander Spence, y una batería de artillería costera. En total la fuerza contaba con aproximadamente 1.400 hombres. Los australianos estaban reforzados por tropas del Real Ejército Neerlandés de las Indias Orientales (KNIL) bajo el mando del teniente coronel Nico van Straten, que incluía el Batallón de la Guarnición de Timor y Dependencias, una compañía del VIII Batallón de Infantería, una compañía de reservas, un pelotón de ametralladoras del XIII Batallón de Infantería y una batería de artillería. El soporte aéreo estaba a cargo de doce bombarderos ligeros Lockheed Hudson del 2.º Escuadrón de la Real Fuerza Aérea Australiana. La Fuerza Sparrow fue desplegada inicialmente alrededor de Kupang y la estratégica pista de aterrizaje de Penfui en la esquina suroeste de la isla, aunque había otras unidades estacionadas en Klapalima, Usapa Besar y Babau, mientras que una base de suministros fue establecida más hacia el este en Champlong.
Para aquel entonces, el gobierno de Portugal había rechazado cooperar con los aliados, apoyándose en su declaración de neutralidad y los planes que tenían de mandar una fuerza de 800 hombres a Mozambique para proteger al territorio en caso de una invasión japonesa. Sin embargo, esta negativa dejó el flanco aliado fuertemente expuesto, por lo que una fuerza combinada australiana-neerlandesa ocupó Timor portugués el 17 de diciembre. En respuesta, el primer ministro de Portugal, António de Oliveira Salazar, protestó la acción de los gobiernos aliados, mientras que el gobernador de Timor portugués se declaró un prisionero para mantener la apariencia de neutralidad. Sin embargo, la pequeña guarnición portuguesa en Dili no ofreció resistencia alguna a la ocupación, y las autoridades locales proveyeron un apoyo tácito a las fuerzas aliadas, mientras que la población en general recibió bien a las fuerzas aliadas. La mayoría de las tropas neerlandesas y toda la 2/2.ª Compañía Independiente fueron transferidas a Timor portugués y allí fuero distribuidas en pequeños destacamentos alrededor del territorio.

## Preludio

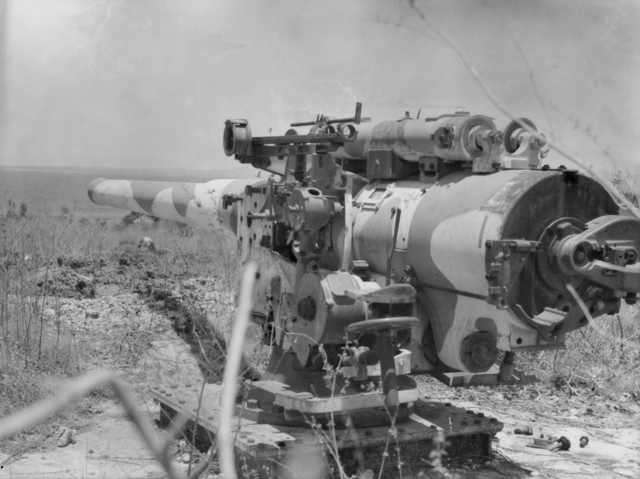
Batería de artíllería australiana en la costa de Timor

En enero de 1942, las fuerzas aliadas en Timor se convirtieron en el eslabón clave en la llamada "Barrera Malaya", defendida por el Comando Americano-Británico-Holandés-Australiano bajo el mando del general Sir Archibald Wavell. Fuerzas de apoyo adicionales arribaron en Kupagng el 12 de febrero, incluyendo el Brigadier William Veale, quién fue puesto a cargo de las fuerzas aliadas en Timor. Para ese momento, muchos de los soldados de la Fuerza Sparrow -la mayoría de los cuales no estaba acostumbrados a las condiciones tropicales de la isla- se encontraban sufriendo de malaria y otras enfermedades. La pista de aterrizaje en Penfui en Timor holandés también se había convertido en un enlace aéreo clave entre las tropas australianas y estadounidenses que estaban peleando en las Filipinas bajo el mando del general Douglas MacArthur. Penfui fue atacado por aviones japoneses el 26 y el 30 de enero de 1942, sin embargo, los ataques fueron repelidos por las baterías antiaéreas británicas y, en menor medida, los cazas P-40 del 33.º Escuadrón de Persecución de la Fuerza Aérea de los Estados Unidos, 11 de los cuales se encontraban con base en Darwin. Más adelante, 500 tropas de los Países Bajos y la 79.ª Batería Antiaérea Liviana del Reino Unido llegaron a reforzar a Timor, mientras que una fuerza australiana-americana tenía previsto llegar en febrero.
Mientras esto sucedía en Timor, Rabaul cayó en manos japonesas el 23 de enero, seguido por Ambon el 3 de febrero, y tanto la Fuerza Gull como la Fuerza Lark fueron destruidas. Más adelante, el 16 de febrero, un convoy aliado que llevaba refuerzos y suministros a Kupang, escoltado por el crucero pesado USS Houston, el destructor USS Peary y los sloops HMAS Swan y HMAS Warrego, sufrió un intenso ataque aéreo por parte de los japoneses y se vio obligado a regresar a Darwin sin haber desembarcado en Timor. Los refuerzos incluían un batallón de ingenieros australianos y el 49.º Batallón de Artillería de los Estados Unidos. La Fuerza Sparrow no pudo volver a ser reforzada y a medida que los japoneses avanzaban en su conquista de las Indias Orientales Neerlandesas, Timor se veía venir como el siguiente paso lógico en su toma del archipiélago.

## La Batalla

### Invasión japonesa de Timor Oriental, 19–20 de febrero de 1942
En la noche del 19-20 de febrero de 1942, 1500 tropas del 228.º Regimiento, 38.ª División del Ejército Imperial Japonés, XVI Ejército, bajo el mando del coronel Sadashichi Doi, comenzaron a desembarcar en Dili. Inicialmente, las fuerzas japonesas fueron confundidas con barcos trayendo refuerzos portugueses, tomando por sorpresa a los aliados. Sin embargo, estos estaban bien preparados, y la guarnición realizó una retirada ordenada, siendo cubierta por 18 comandos australianos estacionados en la pista de aterrizaje. Según testimonios australianos de la resistencia a la invasión japonesa en Dili, los comandos lograron matar aproximadamente 200 soldados japoneses en las primeras horas de la batalla. La versión oficial japonesa, sin embargo, solo registró siete bajas. El relato de los comandos australianos es apoyado por los testimonios de los habitantes locales.

Otro grupo de comandos australianos, la Sección N.º 7, no tuvo la misma suerte, y al encontrarse fortuitamente con un bloqueo japonés en uno de los caminos, fueron masacrados por los guardias, pese ha haberse rendido. Los sobrevivientes se retiraron hacia el sur y el este, hacia el interior montañoso de la isla. Van Straten y las 200 tropas de las Indias Orientales Neerlandesas se replegaron al suroeste, en dirección de la frontera holandesa.

### Invasión japonesa de Timor holandés, 19–20 de febrero de 1942

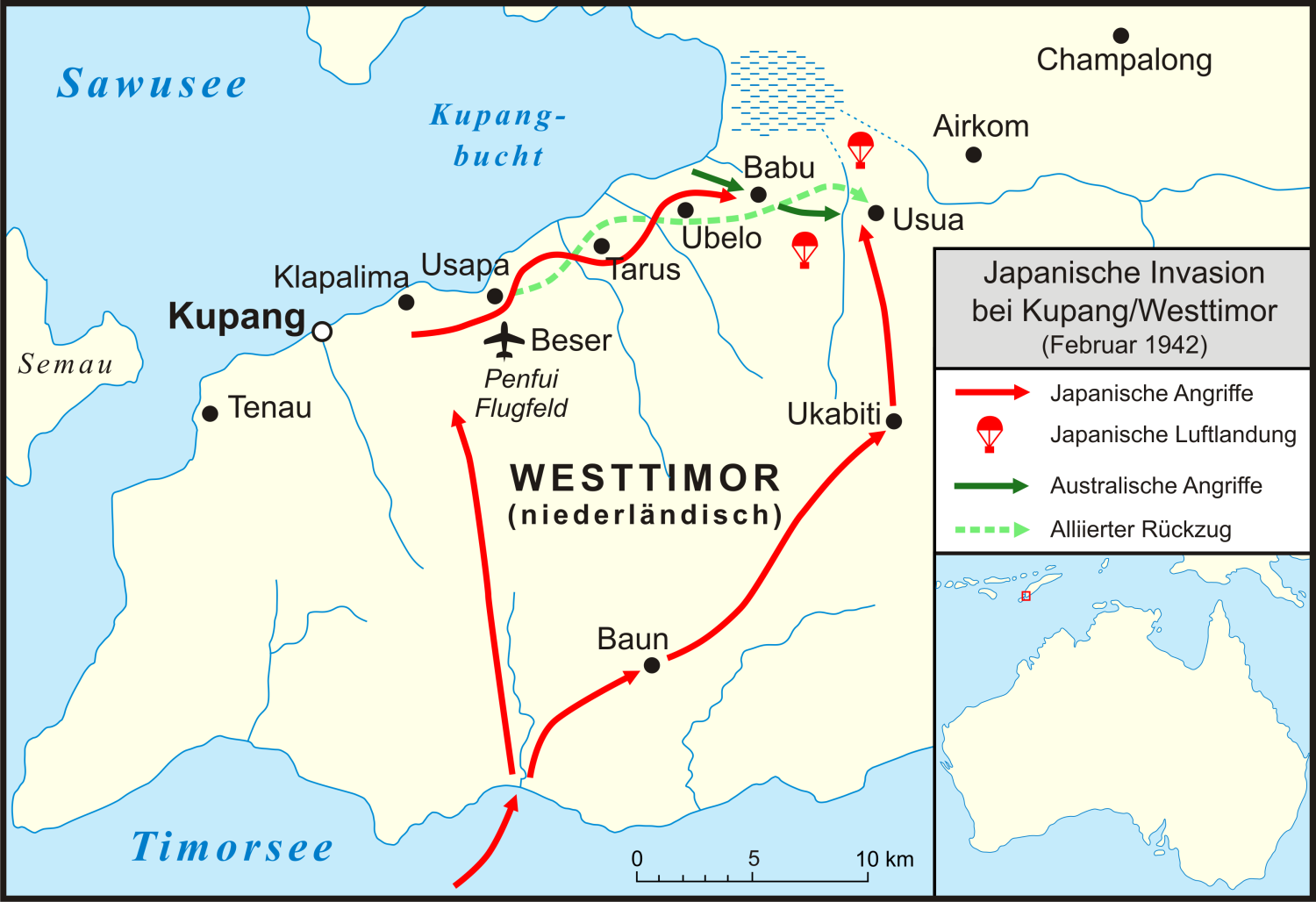
Mapa donde se muestran el lugar del desembarco de las tropas invasoras y las incursiones japonesas sobre Kupang (rojo) y las retiradas aliadas (verde) en Timor holandés (hacer clic para agrandar).

Esa misma noche, las fuerzas aliadas en Timor holandés fueron sujetas a intensos ataques aéreos, los cuales ya habían obligado a la pequeña fuerza de la RAAF a retirarse hacia Australia. El bombardeo fue seguido por el desembarco del cuerpo principal del 228.º Regimiento -dos batallones de alrededor de 4.000 hombres- en la indefensa región suroeste de la isla, en el río Paha. Cinco tanquetas Tipo 94 Te-Ke fueron desplegadas en la isla como apoyo a la infantería japonesa, y la fuerza se dirigió hacia el norte, separando a los aliados de las posiciones holandesas en el oeste y atacando las posiciones del 2/40.º Batallón en Penfui. Una compañía japonesa realizó un asalto en dirección de Usua, en un intento de cortar la retirada aliada. En respuesta a estos movimientos, el Cuartel General de la Fuerza Sparrow fue trasladado hacia el este en forma inmediata, en dirección de Champlong.
Leggatt ordenó la destrucción de la pista aérea, pero la línea de repliegue aliada hacia Champlong había sido cortada por 300 paracaidistas infantes de marina japoneses de la 3.ª Fuerza Especial de Desembarco Yokosuka, cerca de Usua, a 22 km de Kupang. El Cuartel General de la Fuerza Sparrow fue traslado incluso más hacia el este, y los hombres de Leggatt realizaron un asalto sostenido y devastador sobre los paracaidistas, el cual terminó en un asalto de bayonetas. Para la mañana del 23 de febrero, el 2/40.º había matado a todos salvo 78 de los paracaidistas, pero había sido alcanzado por los japoneses en la retaguardia una vez más. Bajos en municiones, exhaustos y cargando con muchos hombres gravemente heridos, el 2/40.º Batallón, a través de Leggatt, optó por aceptar la oferta de rendición japonesa en Usua. El batallón había sufrido 84 muertos y 132 heridos en la lucha, mientras que más del doble morirían en los próximos dos años y medio como prisioneros de guerra.

### Resistencia de los comandos australianos, febrero – agosto de 1942

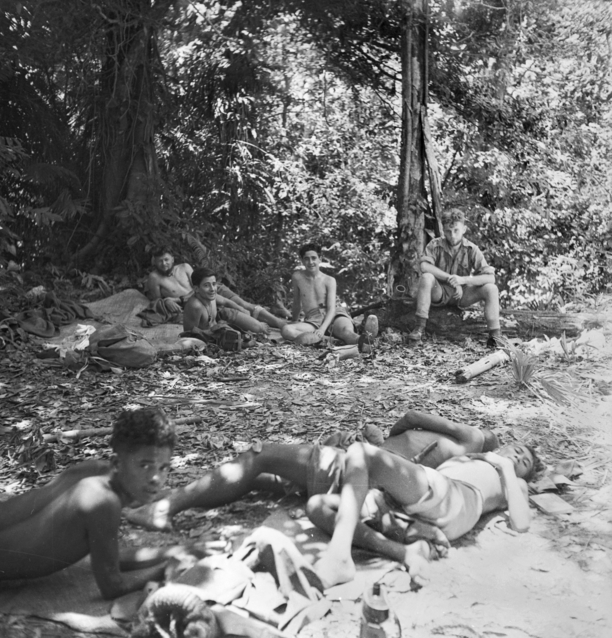
Guerrillas australianas en Timor tomando un descanso.

Para finales de febrero, los japoneses tenían bajo su control gran parte de Timor holandés y la región aledaña a Dili en el noreste. Sin embargo no hicieron muchos esfuerzos por asegurar el sur y este de la isla como precaución, ya que sabían que en estos sectores aún se encontraban operando comandos australianos. La 2/2 Compañía Independiente había sido entrenada específicamente para operaciones comando y contaba con sus propios ingenieros y señalizadores, aunque no contaba con armas pesadas o vehículos. Los comandos se ocultaron a lo largo de las montañas de Timor portugués, y comenzaron a realizar ataques contra los japoneses, asistidos por guías timorenses y ponis de montaña. Aunque las autoridades coloniales portuguesas -bajo la administración del gobernador Manuel de Abreu Ferreira Carvalho- se mantuvieron oficialmente neutrales y bajo control de los asuntos civiles, tanto los portugueses como los nativos de Timor Oriental se mostraban, por lo general, favorables a los aliados, quienes permitieron a las tropas australianas y holandesas poder utilizar el servicio de telefonía local para comunicarse entre ellos y recolectar inteligencia sobre los movimientos de los japoneses. En un principio, las fuerzas australianas que quedaron en la isla no contaban con radios para contactar con Australia e informar sobre la resistencia que estaba teniendo lugar en Timor.
Doi envió al cónsul honorario australiano, David Ross, además del agente local de Qantas, a encontrar a los comandos y entregarles su demanda de rendición. A esto, Spence respondió: "Surrender? Surrender to be fucked!" (lit. ¿Rendirse? ¡Ríndete para que te coja!). Ross le entregó a los comandos información valiosa sobre la disposición de las tropas japonesas y además de una nota en portugués que indica que cualquier persona que brinde apoyo a los comandos sería reembolsado posteriormente por el gobierno australiano. A principios de marzo, las tropas de Veale y Van Straten entraron en contacto con la 2/2 Compañía. Una radio de reemplazo -apodada Winnie the War Winner (lit. Ganito el Ganador de la Guerra)- fue rearmada y utilizada para hacer contacto con Darwin. Para mayo, aviones australianos ya se encontraban dejando suministros para los comandos australiados y sus aliados.
El alto mando japonés envió a un respetado veterano de la Campaña de Malasia y la batalla de Singapur, un mayor conocido simplemente como el "Tigre de Singapur" (se desconoce su nombre verdadero), a Timor. El 22 de mayo el "Tigre" -montado en un caballo blanco- lideró una fuerza japonesa hacia Remexio. Una patrulla australiana, con asistencia portuguesa y timorense, realizó una emboscada y mató entre cuatro y cinco soldados japoneses. Durante una segunda emboscada, un francotirador australiano llegó a disparar mortalmente al Tigre. Otros 24 soldados japoneses también murieron en esta emboscada, y la fuerza se vio obligada a regresar a Dili. El 24 de mayo, Veale y Van Straten fueron evacuados de la costa sureste por un PBY Catalina de la RAAF y Spence fue nombrado comandante tras haber sido ascendido a teniente coronel. El 27 de mayo, la Marina Real Australiana completó su primera misión de reabastecimiento y evacuación de Timor.

### Contraofensiva japonesa, 1942
En agosto, la 48.ª División japonesa -bajo el mando del teniente general Yuitsu Tsuchihashi- comenzó a partir desde las Filipinas con destino a Kupang, Dili y Malaca, relevando al destacamento Ito. Una vez llegado a Timor, Tsuchihashi lanzó una gran contraofensiva con el objetivo de empujar a los australianos a una esquina en la costa sur de la isla. Varias columnas japonesas bien armadas se movieron hacia el sur -dos desde Dili y una desde Manatuto en la costa noreste. Otra se movió hacia el este desde Timor holandés para atacar a las posiciones holandesas en la región sur central de la isla. La ofensiva concluyó el 19 de agosto cuando la fuerza principal japonesa fue replegada a Rabaul, no sin antes haber tomado el pueblo de Maubisse y el puerto sur de Beco. Los japoneses también estaban reclutando importantes números de civiles timorenses, quienes proveían inteligencia sobre los movimientos aliados. Mientras tanto, también a finales de agosto, estalló un conflicto paralelo cuando los maubisse se rebelaron contra los portugueses.
En septiembre, el cuerpo principal de la 48.ª División comenzó a llegar a la isla para tomar control de la campaña. Los australianos también habían enviado refuerzos: 450 hombres de la 2/4.ª Compañía Independiente -conocida como Fuerza Lancer- la cual llegó a la isla el 23 de septiembre. El destructor HMAS Voyager encalló en puerto sur de Betano al desembarcar a la 2/4.ª, y tuvo que ser abandonado luego de que fuera atacado desde el aire. La tripulación del buque fue evacuada sin problemas a bordo del HMAS Kalgoorlie y el HMAS Warrnambool el 25 de septiembre de 1942 y el buque fue destruido con cargas de demolición. El 27 de septiembre, los japoneses lanzaron un ataque desde Dili hacia el lugar de la explosión del Voyager, pero sin éxito alguno.

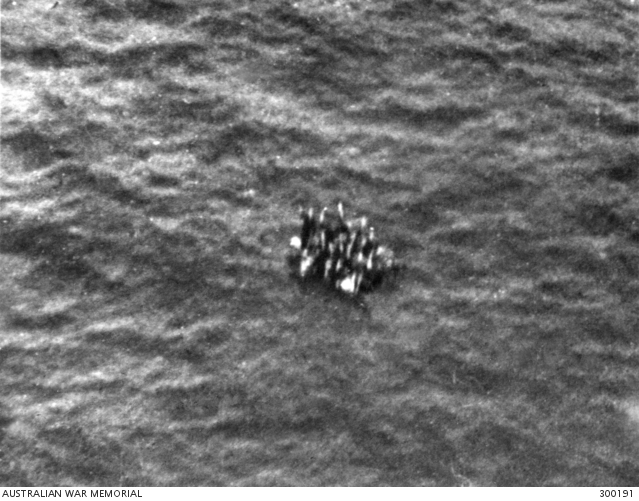
A estos sobrevivientes del HMAS Armidale no se los volvió a ver más después de haber sido avistados por un avión el 1 de diciembre de 1942.

Para octubre, los japoneses habían logrado reclutar un número significativo de civiles timorenses, quienes sufrieron fuertes bajas al ser usados en asaltos frontales contra los aliados. Los portugueses también estaban siendo presionados para colaborar con los japoneses, y al menos 26 civiles portugueses murieron en los primeros seis meses de la ocupación, incluyendo funcionarios públicos y un sacerdote católico. El 1 de noviembre, el alto mando aliado aprobó la entrega de armas a funcionarios portugueses, una política que anteriormente se venía realizando de manera informal. Al mismo tiempo, los japoneses ordenaron a todos los civiles portugueses a trasladarse a una "zona neutral" hasta el 15 de noviembre. Aquellos que no cumplieran con esta orden serían considerados como cómplices de los aliados. Esto simplemente resultó en incentivar a los portugueses a que colaboren con los aliados, a quienes lograron hacer que evacúen a unos 150 personas, principalmente mujeres y niños.
Spence fue evacuado a Australia el 11 de noviembre, y el 2/2.º comandante, el mayor Bernard Callinan fue designado como el comandante aliado en Timor. en la noche del 30 de noviembre - 1 de diciembre, la Marina Real Australiana realizó una operación a gran escala para desembarcar tropas holandesas frescas en Betano, al mismo tiempo que evacuaría 190 soldados holandeses y 150 civiles portugueses. El HMAS Kuru fue utilizado para transportar civiles entre la costa y dos corvetas, HMAS Armidale y HMAS Castlemaine. Sin embargo, el Armidale -llevando los refuerzos holandeses- fue hundido por aviones japoneses y casi todos los soldados a bordo murieron. También en noviembre, la oficina de relaciones públicas del ejército australiano envió al cineasta ganador del Óscar Damien Parer, y al corresponsal de guerra Bill Marien a Timor. Más adelante, el documental de Parer, Men of Timor (lit. Hombres de Timor), fue bien recibido por las audiencias de países aliados.

### Retirada australiana, diciembre de 1942 – febrero de 1943
Para finales de 1942, las posibilidades de retomar Timor para los aliados se hacían remotas, ya que para esas alturas había 12.000 soldados japoneses estacionados en la isla y los comandos se encontraban cada vez más frecuentemente con el enemigo. El alto mando australiano estimaba que tomaría al menos tres divisiones aliadas, con un fuerte apoyo naval y aéreo el recapturar la isla. De hecho, a medida que los esfuerzos japoneses de desgastar a los australianos y separarlos del apoyo de los locales se hacían más efectivos, los comandos encontraron que su situación se volvía cada vez más insostenible. De igual manera, con el ejército australiano luchando un número de costosas batallas contra los japoneses en varias playas en Buna en Nueva Guinea, no contaban con los recursos suficientes para continuar operaciones en Timor. Por este motivo, las operaciones australianas en Timor se fueron reduciendo gradualmente a partir de los primeros días de diciembre.
El 11-12 de diciembre, el resto de la Fuerza Sparrow original, con excepción de algunos oficiales, fue evacuada con civiles portugueses por el destructor holandés HNLMS Tjerk Hiddes. Mientras tanto, en la primera semana de enero, se tomó la decisión de evacuar a la Fuerza Lancer. En la noche del 9-10 de enero de 1943, el grueso de la 2/4.ª y 50 portugueses fueron evacuados por el destructor HMAS Arunta. Una pequeña fuerza de inteligencia denominada Fuerza S se quedó en la isla, pero su presencia fue detectada rápidamente por los japoneses. Con el resto de la Fuerza Lancer, la Fuerza S logró llegar hasta la punta este de Timor, donde se encontraba operando la Unidad Especial Z compuesta por elementos británicos y australianos. Fueron evacuados por el submarino estadounidense USS Gudgeon el 10 de febrero. Cuarenta comandos australianos murieron en esta parte de la batalla, mientras se cree que las bajas del lado japonés alcanzaron los 1.500.

## Fin de la guerra
En líneas generales, aunque la campaña en Timor tenía muy poco valor estratégico, los comandos australianos previnieron que toda una división japonesa sea usada en las fases iniciales de la Campaña de Nueva Guinea mientras que, al mismo tiempo, les causaban bajas en forma desproporcionada. A diferencia de las operaciones en Java, Ambon o Rabaul, las operaciones australianas en Timor resultaron mucho más exitosas, incluso si solo fueron un excelente esfuerzo ante una fuerza japonesa abrumadora. Asimismo, probaron que en circunstancias favorables, operaciones no convencionales podían ofrecer alternativas versátiles y económicas a diferencia de operaciones convencionales, para las cuales los aliados contaban con los recursos para realizar en ese momento. Sin embargo, este éxito vino a un alto precio e incluyó las muertes de entre 40.000 y 70.000 civiles timorenses y portugueses durante la ocupación japonesa. Las bajas aliadas se estiman en los 450 muertos, mientras que se cree que más de 2.000 japoneses murieron en la batalla.

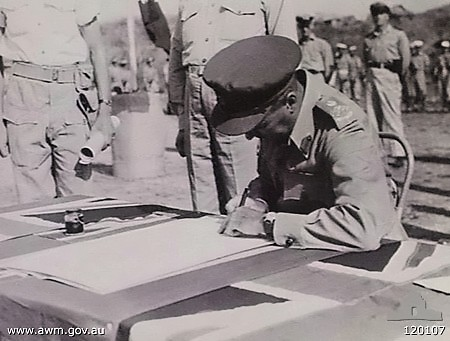
El General Yamada de la 48.ª División firmando la rendición japonesa en Timor Holandés.

Finalmente, las fuerzas japonesas mantuvieron control sobre Timor hasta su rendición en agosto de 1945, luego de la destrucción de Hiroshima y Nagasaki. El 5 de septiembre de 1945, el comandante japonés se reunió con el gobernador portugués Manuel de Abreu Ferreira de Carvalho, haciendo efectivo el regreso del poder a él y poniendo las fuerzas japonesas bajo autoridad portuguesa. El 11 de septiembre, la fuerza australiana para Timor arribó a la bahía de Kupang y aceptó la rendición de todas las fuerzas japonesas en Timor del oficial japonés al mando en Timor, el coronel Kaida Tatsuichi del 4.º Regimiento de Tanques. El comandante de la fuerza australiana, el Brig. Lewis Dyke, un oficial diplomático, W.D. Forsyth, y "la mayor cantidad de buques posibles" fueron despachados a Dili, llegando el 23 de septiembre. Las ceremonias se llevaron a cabo con la presencia de australianos, portugueses y otros residentes locales. Luego, las tropas australianas supervisaron la destrucción del armamento por parte de grupos de trabajo japoneses antes de regresar a Timor holandés para la rendición del comandante de la 48.ª División, el teniente general Yamada Kunitaro. El 27 de septiembre, una fuerza naval y militar portuguesa de un poco más de 2.000 hombres fue recibida por el pueblo timorense con una impresionante ceremonia de bienvenida. Esta fuerza incluía tres compañías de ingenieros junto con una cantidad considerable de suministros de comida y materiales de construcción para la reconstrucción de Timor.